# Дайкири
«Дайкири́» (исп. Daiquirí) — алкогольный коктейль кубинского происхождения, основными компонентами которого являются светлый ром, сок лайма и сахар. Классифицируется как аперитив. Входит в число официальных коктейлей Международной ассоциации барменов (IBA), категория «Незабываемые» (англ. Unforgettables). Сходный по составу бразильский коктейль называется кайпиринья.
Один из самых популярных в мире коктейлей.

## История
Принято считать, что коктейль придумал американский инженер, находившийся на Кубе во время войны с испанцами и давший ему название в честь пляжа Дайкири близ Сантьяго. Но тот, который действительно получил международную популярность, был создан Константином Рубалькаба Вертом (Constantino Rubalcaba Vert) в одном из самых известных баров в мире, «El Floridita La Habana». Этот бар, «колыбель дайкири», был открыт в 1817 году и стал известен благодаря писателю Эрнесту Хемингуэю, который бывал здесь регулярно. Специально для Папы Хема, страдающего диабетом, коктейль готовили без сахара, с соком лайма, грейпфрута и ликером Мараскино — (Hemingway Special) и с двойной порцией рома — (Papá Doble). Этот коктейль является простым сауэром на роме, но именно название «Дайкири» прижилось (в отличие от Джин сауэра и иных сауэров, не получивших отдельного названия).
Дайкири был любимым напитком Джона Ф. Кеннеди и Эрнеста Хемингуэя. Томас Хадсон, главный герой романа Хемингуэя «Острова в океане», признавался: «Моя латынь совсем никуда, так же как и мой греческий, и мой английский, и моя голова, и моё сердце. Я сейчас могу говорить только на замороженном дайкири».
Рецепты Дайкири и Куба Либре были приведены на этикетке на оборотной стороне бутылки рома Гавана Клуб, поставлявшегося в 70-х — 80-х годах XX века Кубой в СССР.

## Приготовление
Состав коктейля по IBA:
- светлый ром, 60 мл
- сок лайма, 20 мл
- 2 барные ложки сахара

Добавить в шейкер все ингредиенты. Хорошо перемешать, чтобы сахар растворился. Добавить лёд и взболтать. Сцедить в охлаждённый коктейльный бокал.

## Разновидности

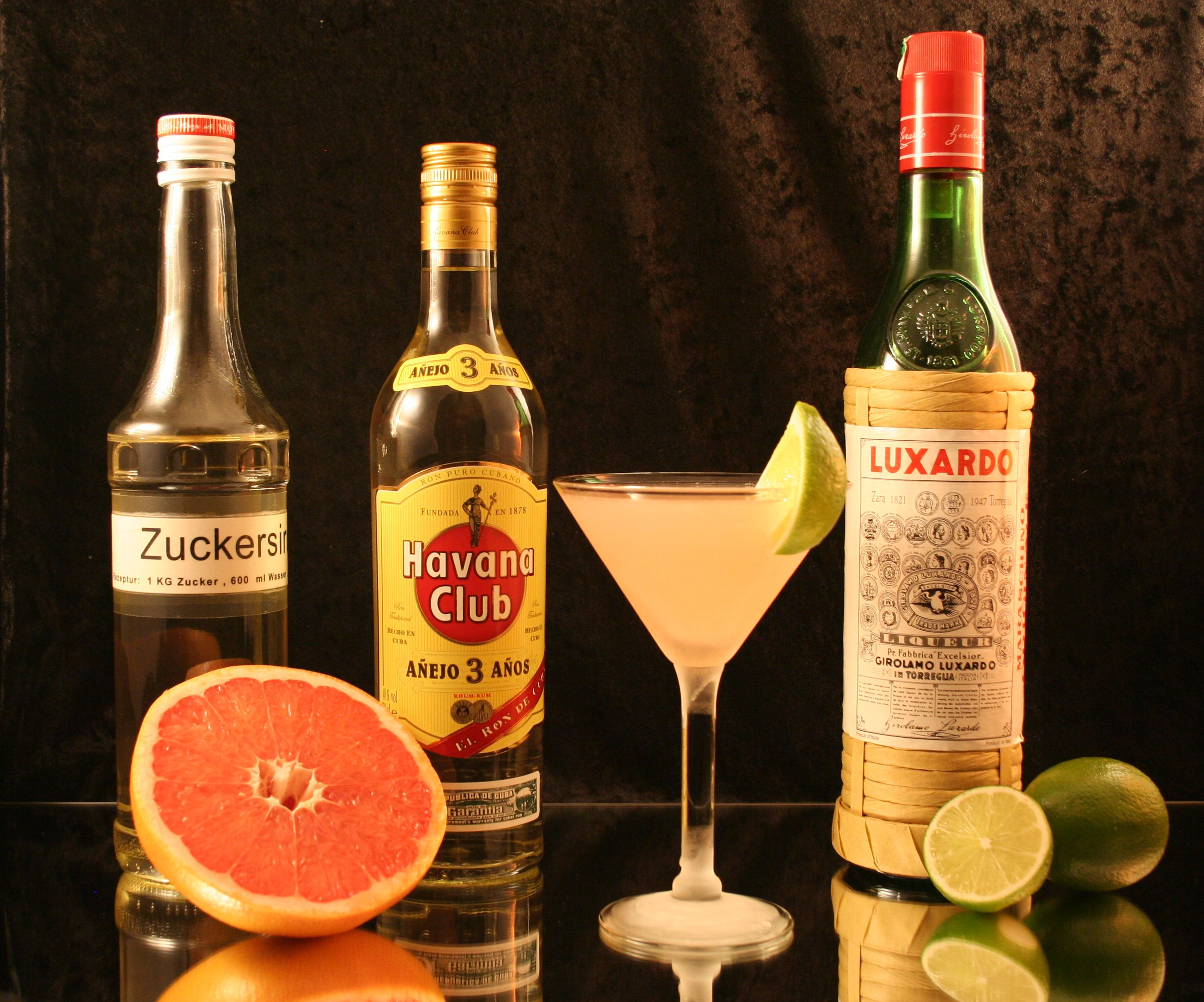

Впоследствии появились вариации с соками других фруктов и ягод:
- Бакарди — коктейль с гренадином вместо сахарного сиропа.
- Дайкири Флоридита (Daiquiri Floridita) — был создан Константином Рубалькаба Вертом (Constantino Rubalcaba Vert) в Эль Флоридита (El Floridita)
- Папа Добл (Papá Doble) — с двойной порцией рома, назван в честь Эрнеста Хемингуэя, который получил это прозвище потому что он часто заказывал этот напиток.
- Хемингуэй спешл (Hemingway Special) — сахар не добавлять, плеснуть грейпфрутового сока, добавить ликёр Мараскин.

Иногда два последних коктейля смешивают вместе.
- Дерби дайкири: положить 4-6 дроблёных кубиков льда в блендер и добавить 2 части белого рома, 1 часть апельсинового сока, 1/2 часть трипл сек и 1/2 часть сока лайма. Взбивать, затем перелить, не процеживая, в охлаждённый бокал.
- Дайкири Фраппе: белый ром, ликёр мараскино, свежевыжатый сок лайма, сахарный сироп, измельчённый лёд. Взбивать, затем перелить, не процеживая, в охлаждённый бокал.
- Daiquiri Mulata: похожий на предыдущий вариант, но с кофейным ликёром.
- Daiquiri Floridity: в ингредиентах золотой ром, ликёр Мараскин, свежевыжатый сок лайма, тростниковый сахар, измельчённый лёд.
- Джин дайкири: коктейль сауэр на основе джина, рома и лимонного сока. Примерный состав: 6/8 частей джина, 1/8 часть белого рома, 1/8 лимонного сока, 1 чайная ложка сахарного сиропа. Готовят в шейкере. Подают без льда в коктейльной рюмке с «наледью».
- Клубничный дайкири: обычный коктейль дайкири с добавлением свежей клубники или клубничного сиропа или ликёра.
- Банановый дайкири — обычный дайкири с половиной банана[4] или с банановым ликером.
- Авокадо дайкири — обычный дайкири с половинкой авокадо[5].

## Упоминания в литературе
- «Над пропастью во ржи» Джерома Сэлинджера
- «Острова в океане» Эрнеста Хемингуэя
- «Наш человек в Гаване» Грэма Грина; самый упоминаемый напиток в тексте
- «Дела семейные» Харуки Мураками,
- «Отель» Артура Хейли
- «Уцелевший» Чака Паланика
- «Нефть» Марины Юденич
- «Кролик, беги» Джона Апдайка
- «Богач, бедняк» Ирвина Шоу
- «И бегемоты сварились в своих бассейнах» Уильяма Берроуза и Джека Керуака
- «Фирма» Джона Гришэма
- «К югу от границы, на запад от солнца» Харуки Мураками